# Tony Galvin
Anthony Galvin, detto Tony (Huddersfield, 12 luglio 1956), è un ex calciatore irlandese, di ruolo ala.

## Caratteristiche tecniche
Ala sinistra dalle non eccelse doti realizzative, si distingueva per i traversoni molto precisi.

## Carriera
Tony Galvin crebbe nel Goole AFC, club semiprofessionistico della cittadina inglese di Goole.
Venne acquistato nel 1978 dal Tottenham Hotspur per 30,000 sterline su consiglio di Bill Nicholson; con gli Spurs vinse 3 trofei e collezionò un totale di 273 gettoni e 31 reti.
Con l'Irlanda vanta 29 presenze ed una rete, segnata contro il Lussemburgo nelle qualificazioni al campionato d'Europa 1988 il 9 settembre 1987.

## Statistiche

### Cronologia presenze e reti in nazionale
| Cronologia completa delle presenze e delle reti in nazionale ― Irlanda | Cronologia completa delle presenze e delle reti in nazionale ― Irlanda | Cronologia completa delle presenze e delle reti in nazionale ― Irlanda | Cronologia completa delle presenze e delle reti in nazionale ― Irlanda | Cronologia completa delle presenze e delle reti in nazionale ― Irlanda | Cronologia completa delle presenze e delle reti in nazionale ― Irlanda | Cronologia completa delle presenze e delle reti in nazionale ― Irlanda | Cronologia completa delle presenze e delle reti in nazionale ― Irlanda |
| Data                                                                   | Città                                                                  | In casa                                                                | Risultato                                                              | Ospiti                                                                 | Competizione                                                           | Reti                                                                   | Note                                                                   |
| ---------------------------------------------------------------------- | ---------------------------------------------------------------------- | ---------------------------------------------------------------------- | ---------------------------------------------------------------------- | ---------------------------------------------------------------------- | ---------------------------------------------------------------------- | ---------------------------------------------------------------------- | ---------------------------------------------------------------------- |
| 22-9-1982                                                              | Rotterdam                                                              | Paesi Bassi                                                            | 2 – 1                                                                  | Irlanda                                                                | Qual. Euro 1984                                                        | -                                                                      | 76’                                                                    |
| 30-3-1983                                                              | Attard                                                                 | Malta                                                                  | 0 – 1                                                                  | Irlanda                                                                | Qual. Euro 1984                                                        | -                                                                      | 63’                                                                    |
| 12-10-1983                                                             | Dublino                                                                | Irlanda                                                                | 2 – 3                                                                  | Paesi Bassi                                                            | Qual. Euro 1984                                                        | -                                                                      | 82’                                                                    |
| 4-4-1984                                                               | Giaffa                                                                 | Israele                                                                | 3 – 0                                                                  | Irlanda                                                                | Amichevole                                                             | -                                                                      | 70’                                                                    |
| 8-8-1984                                                               | Dublino                                                                | Irlanda                                                                | 0 – 0                                                                  | Messico                                                                | Amichevole                                                             | -                                                                      | 46’                                                                    |
| 12-9-1984                                                              | Dublino                                                                | Irlanda                                                                | 1 – 0                                                                  | Unione Sovietica                                                       | Qual. Mondiali 1986                                                    | -                                                                      |                                                                        |
| 17-10-1984                                                             | Reykjavík                                                              | Norvegia                                                               | 1 – 0                                                                  | Irlanda                                                                | Qual. Mondiali 1986                                                    | -                                                                      |                                                                        |
| 14-11-1984                                                             | Copenaghen                                                             | Danimarca                                                              | 3 – 0                                                                  | Irlanda                                                                | Qual. Mondiali 1986                                                    | -                                                                      | 28’ 46’                                                                |
| 5-2-1985                                                               | Dublino                                                                | Irlanda                                                                | 1 – 2                                                                  | Italia                                                                 | Amichevole                                                             | -                                                                      | 29’                                                                    |
| 1-5-1985                                                               | Dublino                                                                | Irlanda                                                                | 0 – 0                                                                  | Norvegia                                                               | Qual. Mondiali 1986                                                    | -                                                                      |                                                                        |
| 26-5-1985                                                              | Cork                                                                   | Irlanda                                                                | 0 – 0                                                                  | Spagna                                                                 | Amichevole                                                             | -                                                                      | 25’                                                                    |
| 23-4-1986                                                              | Dublino                                                                | Irlanda                                                                | 1 – 1                                                                  | Uruguay                                                                | Amichevole                                                             | -                                                                      |                                                                        |
| 25-5-1986                                                              | Reykjavík                                                              | Islanda                                                                | 1 – 2                                                                  | Irlanda                                                                | Amichevole                                                             | -                                                                      |                                                                        |
| 27-5-1986                                                              | Reykjavík                                                              | Cecoslovacchia                                                         | 0 – 1                                                                  | Irlanda                                                                | Amichevole                                                             | -                                                                      |                                                                        |
| 10-9-1986                                                              | Bruxelles                                                              | Belgio                                                                 | 2 – 2                                                                  | Irlanda                                                                | Qual. Euro 1988                                                        | -                                                                      | 79’                                                                    |
| 18-2-1987                                                              | Glasgow                                                                | Scozia                                                                 | 0 – 1                                                                  | Irlanda                                                                | Qual. Euro 1988                                                        | -                                                                      |                                                                        |
| 1-4-1987                                                               | Sofia                                                                  | Bulgaria                                                               | 2 – 1                                                                  | Irlanda                                                                | Qual. Euro 1988                                                        | -                                                                      |                                                                        |
| 29-4-1987                                                              | Dublino                                                                | Irlanda                                                                | 0 – 0                                                                  | Belgio                                                                 | Qual. Euro 1988                                                        | -                                                                      |                                                                        |
| 28-5-1987                                                              | Lussemburgo                                                            | Lussemburgo                                                            | 0 – 2                                                                  | Irlanda                                                                | Qual. Euro 1988                                                        | 1                                                                      |                                                                        |
| 9-9-1987                                                               | Dublino                                                                | Irlanda                                                                | 2 – 1                                                                  | Lussemburgo                                                            | Qual. Euro 1988                                                        | -                                                                      | 55’                                                                    |
| 14-10-1987                                                             | Dublino                                                                | Irlanda                                                                | 2 – 0                                                                  | Bulgaria                                                               | Qual. Euro 1988                                                        | -                                                                      | 77’                                                                    |
| 22-3-1988                                                              | Dublino                                                                | Irlanda                                                                | 2 – 0                                                                  | Romania                                                                | Amichevole                                                             | -                                                                      | 65’                                                                    |
| 22-5-1988                                                              | Dublino                                                                | Irlanda                                                                | 3 – 1                                                                  | Polonia                                                                | Amichevole                                                             | -                                                                      | 63’                                                                    |
| 1-6-1988                                                               | Oslo                                                                   | Norvegia                                                               | 0 – 0                                                                  | Irlanda                                                                | Amichevole                                                             | -                                                                      | 74’                                                                    |
| 12-6-1988                                                              | Stoccarda                                                              | Irlanda                                                                | 1 – 0                                                                  | Inghilterra                                                            | Euro 1988 - 1º turno                                                   | -                                                                      | 77’                                                                    |
| 15-6-1988                                                              | Hannover                                                               | Irlanda                                                                | 1 – 1                                                                  | Unione Sovietica                                                       | Euro 1988 - 1º turno                                                   | -                                                                      |                                                                        |
| 18-6-1988                                                              | Gelsenkirchen                                                          | Irlanda                                                                | 0 – 1                                                                  | Paesi Bassi                                                            | Euro 1988 - 1º turno                                                   | -                                                                      |                                                                        |
| 16-11-1988                                                             | Siviglia                                                               | Spagna                                                                 | 2 – 0                                                                  | Irlanda                                                                | Qual. Mondiali 1990                                                    | -                                                                      |                                                                        |
| 6-9-1989                                                               | Dublino                                                                | Irlanda                                                                | 1 – 1                                                                  | Germania Ovest                                                         | Amichevole                                                             | -                                                                      |                                                                        |
| Totale                                                                 |                                                                        | Presenze                                                               | 29                                                                     |                                                                        | Reti                                                                   | 1                                                                      |                                                                        |

## Palmarès
- Coppa d'Inghilterra: 2

Tottenham Hotspur: 1980-1981, 1981-1982
- Charity Shield: 1

Tottenham Hotspur: 1981
- Coppa UEFA: 1

Tottenham Hotspur: 1983-1984